# Kobeliaky (huyện)
Huyện Kobeliaky (tiếng Ukraina: Кобеляцький район, chuyển tự: Kobeliakys'kyi raion) là một huyện của tỉnh Poltava thuộc Ukraina. Huyện Kobeliaky có diện tích 1823 km², dân số theo điều tra dân số ngày 5 tháng 12 năm 2001 là 54091 người với mật độ 30 người/km2. Trung tâm huyện nằm ở Kobeliaky.